# ギヨーム3世 (トゥールーズ伯)

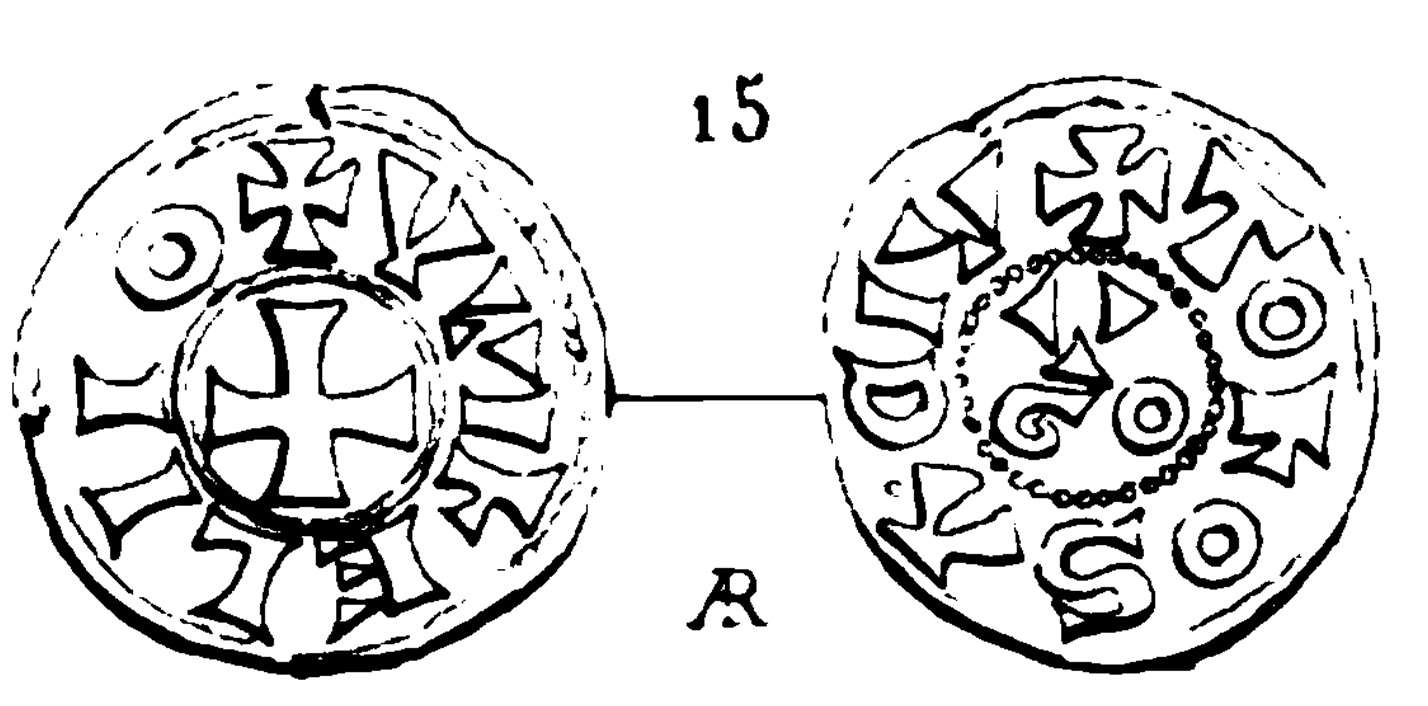
ギヨーム3世のコイン

ギヨーム3世（フランス語：Guillaume III, 970年ごろ - 1037年9月）は、トゥールーズ伯、アルビ伯およびケルシー伯（在位：972/8年 - 1037年）。ギヨーム3世はトゥールーズ伯で「marchio」の称号を帯びた最初の人物であり、これは975年頃にルエルグ伯レーモン2世より継承したものであった。

## 生涯
ギヨーム3世の両親については再検討の対象となっている。かつてはギヨーム3世はレーモン3世・ポンスとガルサンドの息子とされていた。しかし、最近の研究により、ギヨーム3世は「ゴティアの侯」レーモンと結婚したアデライード・ダンジューの息子であることが明らかとなった。この発見により、レーモン・ポンスからギヨーム3世までのトゥールーズ伯の継承を完全に再検討することが必要となったが、新たな学術的な統一見解は得られていない。
ギヨームとその家臣は、教会の所有物を強奪したことで悪評が高かった。ギヨームはレザ修道院で強盗を働いたが、1015年から1025年の間に盗んだものを返還している。ローマ教皇ヨハネス19世は、ギヨームの家臣がモワサックの領地を奪うのを止めるようギヨームに命じた。この問題は、後にギヨームの息子ポンスがクリュニー修道院にモワサックを寄付したことで解決した。
ギヨーム3世は西ラングドックで最も有力な諸侯となったが、フランスにおけるユーグ・カペーの台頭とそれに伴って南部の王権の減少を確認した。ギヨームは「marchio prefatus in pago Tholosano」（トゥールーズ地方の首長辺境伯）の称号を生み出した。ギヨームの影響力は、ナルボネンシスおよび、妃エマの代理としてプロヴァンスにまで及んだ。 彼の権力は自身の領地であるトゥールーズでも衰えることなかったが、地元の貴族や聖職者の評議会によって、市場に課せられた税を放棄することを余儀なくされた。

## 結婚と子女
ギヨーム3世は2度結婚した。最初に出自不明のアルサンドと結婚し、以下の男子をもうけた。
- レーモン
- ユーグ

2度目にプロヴァンス伯ルボー2世の娘エマと結婚し、プロヴァンス伯位と領地を手に入れた。2人の間には2男が生まれた。
- ポンス（1019年 - 1060年） - トゥールーズ伯
- ベルトラン1世（1081年以降没） - フォルカルキエ伯

また、オトン＝レーモン・ド・リル＝ジュルダンと結婚した庶出の娘がいる。